# Џамал (Калифорнија)
Џамал (енгл. Jamul) насељено је место без административног статуса у америчкој савезној држави Калифорнија.

## Демографија
По попису из 2010. године број становника је 6.163, што је 243 (4,1%) становника више него 2000. године.
| Група             | 2000.         | 2010.         |
| Белци             | 4.602 (77,7%) | 4.520 (73,3%) |
| Афроамериканци    | 126 (2,1%)    | 127 (2,1%)    |
| Азијати           | 182 (3,1%)    | 146 (2,4%)    |
| Хиспаноамериканци | 815 (13,8%)   | 1.188 (19,3%) |
| Укупно            | 5.920         | 6.163         |